# Blauwaldsänger
Der Blauwaldsänger (Setophaga cerulea, Syn.: Dendroica cerulea) auch Pappelwaldsänger ist eine kleine Vogelart aus der Familie der neuweltlich verbreiteten Waldsänger (Parulidae). Sein stark zergliedertes Brutgebiet liegt im Osten Nordamerikas und erstreckt sich von den Großen Seen südwärts bis Arkansas. Er überwintert im Westen des nördlichen Südamerikas von Kolumbien und Venezuela bis nach Peru und Bolivien.

## Beschreibung
Der Blauwaldsänger ist ein recht kleiner Waldsänger, und mit einer Körperlänge von 11,5 cm etwa so groß wie eine Blaumeise. Er ist jedoch schlanker und mit einem Gewicht von 8–10,5 g leichter als diese. Die Flügel sind relativ lang und spitz, der Schwanz recht kurz mit langen Unterschwanzdecken. Die Art hat neun Handschwingen und neun Armschwingen (inklusive Schirmfedern); der Schwanz besteht aus zwölf Steuerfedern. Der Schnabel ist bei Männchen schwärzlich und an der Unterschnabelbasis bleigrau aufgehellt, bei Weibchen dunkel mit bräunlich aufgehellter Unterschnabelbasis. Die Iris ist braun bis rötlich braun. Beine und Füße sind bei adulten Vögeln schwärzlich, im Jugendkleid bräunlich. Das Gefieder von Männchen und Weibchen unterscheidet sich deutlich.
Die Oberseite adulter Männchen zeigt ein dunkles Himmelblau, das sich am Kopf bis auf die Ohrdecken erstreckt. Der Scheitel kann unauffällig dunkel gestrichelt sein oder Spuren von dunklen Scheitelseitenstreifen aufweisen. Die Scheitelmitte ist meist am lebhaftesten blau gefärbt. Manche Individuen zeigen einen weißlichen Überaugenstreif. Der Rücken ist grob dunkel gestrichelt, die Oberschwanzdecken haben dunkle Federzentren. Die Unterseite ist von Kinn, Kehle, unterem Bartstreif und Halsseiten an überwiegend weiß. Über die Brust zieht sich unterhalb der Kehle ein dunkelgraues, bläulich graues oder blaues Band. Die Flanken sind grob dunkel blaugrau oder schwärzlich gestreift.  Die Kleinen Armdecken sind bläulich. Die Mittleren und Großen   Armdecken sind schwärzlich mit blaugrauen Säumen auf den Außenfahnen. Sie tragen ausgedehnt weiße Spitzen, die auf dem zusammengelegten Flügel zwei auffällige, weiße Binden bilden.  Die Schwingen sind schwärzlich bis sepiafarben und an der Außenfahne mittel- bis hellblau gesäumt. Die Schirmfedern sind breit blaugrau gerandet mit weißem Spitzensaum. Die mittelgrauen Steuerfedern sind schmal blaugrau gesäumt mit weißen Subterminalfeldern auf der Innenfahne der äußeren fünf Paare.
Weibliche Blauwaldsänger haben ein graues bis grünes Oberseitengefieder. An dem weißen Unterseitengefieder befinden sich hellere Streifen an den Flanken als bei den Männchen.

## Verbreitungsgebiet
Das stark zergliederte Verbreitungsgebiet des Blauwaldsängers liegt vorwiegend in der gemäßigten Zone des östlichen Nordamerikas südlich der Großen Seen.
Es reicht vom mittleren Minnesota, dem nördlichen Wisconsin und der mittleren Unteren Halbinsel Michigans, dem südlichen Ontario, New York, Connecticut und Rhode Island südwärts durch das nordwestliche New Jersey, Pennsylvania, den äußersten Norden Delawares, den Norden und Westen Marylands  und die Bergregionen des westlichen Virginias, des westlichen North Carolinas und des äußersten Nordens Georgias. Westwärts erstreckt es sich bis ins südöstliche Arkansas, Missouri und das östliche und mittlere Iowa.
Vereinzelte Vorkommen gibt es zudem im äußersten Süden Québecs, im mittleren Massachusetts ostwärts bis ins östliche Virginia und North Carolina, südwärts bis in den Norden Alabamas, im südlichen Arkansas und möglicherweise im Norden Mississippis. Westwärts kommt die Art im äußersten Osten Oklahomas, in Kansas, Nebraska und möglicherweise im Südosten South Dakotas vor. Weitere Brutvorkommen könnten im nördlichen Louisiana und im äußersten Nordwesten South Carolinas bestehen.
Eine Studie von 2001 weist eine Reihe von Gebieten mit bedeutenden Brutbeständen aus, die einen herausragenden Wert für den Erhalt der Art besitzen:
- die Cumberland Mountains nordwestlich Knoxville in Tennessee
- das Montezuma National Wildlife Refuge in New York
- das Tal des Kaskaskia River und der Shawnee National Forest in Illinois
- das Big Oaks National Wildlife Refuge, der Morgan-Monroe State Forest, der Yellowwood State Forest und der Hoosier National Forest in Indiana
- das Gelände der Queen’s University Biological Station in Ontario
- der Kalamazoo River in Michigan
- die Täler des Eleven Point River und des oberen Current River in Missouri
- der Shenandoah-Nationalpark und die Blue Ridge Mountains in Virginia
- das Tal des Delaware River und das angrenzende Hochland in New Jersey

## Wanderungen
Der Blauwaldsänger ist ein Mittel- bis Langstreckenzieher, der seine Brutgebiete im Winterhalbjahr komplett räumt. Er überwintert im nordwestlichen Südamerika und überquert auf dem Zug den Golf von Mexiko. Der Herbstzug beginnt teilweise bereits im späten Juli, kann sich aber über mehr als vier Monate hinziehen. Der Frühjahrszug erstreckt sich über etwa zwei Monate, wobei die meisten Vögel zwischen Ende März und Mitte April in den Brutgebieten eintreffen.
Die Überwinterungsgebiete in den Bergwäldern des nördlichen Südamerikas liegen in Kolumbien beiderseits der Cordillera Central, in Venezuela, Ecuador und Peru an den Ostabhängen derselben. In Bolivien wird die Art regelmäßig in kleinen Zahlen nördlich der Yungas festgestellt und in den östlichen Tepuis Venezuelas, am Westabhang der Anden in Ecuador sowie den bewaldeten Vorgebirgen bis in den Südosten Brasiliens ist sie ein unregelmäßiger Wintergast. Außerdem wurde sie im Januar im pazifiknahen Tiefland Costa Ricas und als vereinzelter Überwinterer auf Grand Cayman festgestellt.

## Lebensraum
Der Blauwaldsänger besiedelt bevorzugt große, zusammenhängende Laubwälder mit hoch gewachsenen Altholzbeständen aus Bitternuss und Amerikanischer Weiß-Eiche. Wichtig ist eine gut strukturierte Baumschicht mit kleineren Öffnungen im Kronendach sowie ebenfalls eine gut strukturierte obere Strauchschicht.
Bei der Höhenverbreitung fällt eine deutliche Zweiteilung auf: die Art kommt sowohl in den Niederungen von Flusstälern, als auch in mäßig feuchten Bergwäldern in über 500 m Höhe vor. Dazwischen fehlt sie.
Neben Bitternuss und Weiß-Eiche wurden Gurken-Magnolie, Silber-Ahorn und Königsnuss (Carya laciniosa) sowie Eschen-Ahorn, Pekannuss, Glattblättriger Zürgelbaum, Amerikanischer Amberbaum und Amerikanische Ulme als Nistbäume festgestellt oder bevorzugt zur Nahrungssuche aufgesucht. Rot-Eiche und Rot-Ahorn werden hingegen weitgehend gemieden.
Wenn die Art auch lokal in kleineren Waldstücken von nur 10 ha Größe vorkommt, scheint sie doch andernorts sehr empfindlich auf zunehmende Zergliederung größerer Waldgebiete zu reagieren. Möglicherweise ist dies aber weniger auf Habitatpräferenzen zurückzuführen, sondern vielmehr auf andere Einflüsse, die mit der Fragmentierung des  Lebensraums einhergehen – beispielsweise die stärkere Parasitierung durch den Braunkopf-Kuhstärling oder ein höheres Prädationsrisiko.

## Systematik
Ehemals stand die Art neben etwa 30 anderen Waldsängern in der Gattung Dendroica. Untersuchungen der mitochondrialen und nukleären DNA ergaben jedoch, dass die Gattung polyphyletisch ist. In der Folge wurden der Kapuzenwaldsänger (Wilsonia citrina),  der Schnäpperwaldsänger (Setophaga ruticilla), der Meisenwaldsänger (Parula americana) und der Elfenwaldsänger (Parula pitiayumi) in die Gattung eingegliedert und gemäß der Prioritätsregel der älteste Name Setophaga für die neu definierte Gattung mit nun 37 Arten verwendet.

## Sonstiges
Der Blauwaldsänger ist im 2010 publizierten Roman Freiheit des amerikanischen Schriftstellers Jonathan Franzen als Lieblingsvogel des für Nature Conservancy arbeitenden Naturschützers Walter Berglund  ein zentrales Leitmotiv.  